# Eptatretus wayuu
Eptatretus wayuu is een kaakloze vissensoort uit de familie van de slijmprikken (Myxinidae). De wetenschappelijke naam van de soort is voor het eerst geldig gepubliceerd in 2001 door Mok, Saavedra-Diaz & Acero P.